# 無法松の一生 (1958年の映画)
『無法松の一生』（むほうまつのいっしょう、英題：Rickshaw Man）は、1958年（昭和33年）4月22日公開の日本映画である。東宝製作・配給。監督は稲垣浩、脚本は稲垣・伊丹万作、主演は三船敏郎。アグファ・カラー、東宝スコープ、104分。
稲垣監督が1943年（昭和18年）に製作した『無法松の一生』を、自らリメイクした作品。前作では検閲によりカットされたシーンがあり、本作でその無念を晴らした。作品は第19回ヴェネツィア国際映画祭で金獅子賞を受賞した。第32回キネマ旬報ベスト・テン第7位。

## スタッフ
- 監督：稲垣浩
- 製作：田中友幸
- 原作：岩下俊作
- 脚色：伊丹万作、稲垣浩
- 撮影：山田一夫
- 美術：植田寛
- 録音：西川善男、下永尚
- 照明：猪原一郎
- 音楽：團伊玖磨
- 監督助手：丸輝夫
- 編集：黒岩義民
- 製作担当者：川上勝太郎

## キャスト
- 富島松五郎：三船敏郎
- 吉岡良子：高峰秀子
- 吉岡小太郎：芥川比呂志
- 吉岡敏雄：笠原健司
- 結城豊蔵：笠智衆
- 宇和島屋おとら：飯田蝶子
- 熊吉：田中春男
- 撃剣の師範：宮口精二
- 清吉：多々良純
- 高校の先生：土屋嘉男
- 良子の兄：中村伸郎
- オイチニの薬や：有島一郎
- 巡査：稲葉義男
- 松五郎の父：小杉義男
- 茶店の客：上田吉二郎
- 居酒屋の亭主：左卜全
- 良子の兄の妻：中北千枝子
- 町の古老：高堂国典
- 奥大将：山田巳之助
- 俥の客：沢村いき雄
- ぼんさん：大村千吉
- 虚無僧：谷晃
- 茶店の女房：馬野都留子
- 茶店の老婆：本間文子
- 町の青年：今泉廉
- 太鼓を打つ青年：渋谷英男
- 人足甲：桜井巨郎
- 人足乙：熊谷二良
- 結城の乾分：久世竜

## 作品解説
稲垣は、1943年（昭和18年）に伊丹万作の脚本で『無法松の一生』を映画化したが、公開時は内務省、戦後は占領軍の検閲によりいくつかのシーンが削除されてしまった。本作はその検閲によって不完全となった作品を復活させたいと願った稲垣が、再びメガホンを取ったものであった。
作品は第19回ヴェネツィア国際映画祭に出品され、1958年（昭和33年）9月7日の授賞式で金獅子賞を獲得した。授賞式に羽織袴の正装で出席した稲垣は、感激のあまり日本に「トリマシタナキマシタ」と電報を打った。映画祭には、本作と共に木下惠介監督の『楢山節考』と、増村保造監督の『巨人と玩具』が出品され、『楢山節考』とはトップ争いの形となったが、本作の方が圧倒的な支持を得て金獅子賞獲得となった。しかし、稲垣があとで話を聞くと、「大賞はきっと『楢山節考』だろう」と予測して、通信社の自動車は松竹のある大船のほうをむいて待機していたという。稲垣は「こっちがもらってわるいことをした」と照れている。稲垣によると、外地にいると「東宝」だの「松竹」だのといった意識はなくなってしまい、日本の映画の受賞を願う気持ちでいっぱいになるそうで、「だから私の作品でなかったとしても、私の日本に打った電文は『トリマシタナキマシタ』であったろう」と、この現地での授賞式を振り返っている。
また、稲垣は「（受賞時は）グランプリを貰った時より、お祝いに来ていたルネ・クレールに祝福された方が嬉しかった」と、語っている。
稲垣の著書『日本映画の若き日々』では、「私としてはリバイバルした『無法松』がヴェネツィアで大賞を受賞できて、思い出が残った」、「『無法松』を戦後に作ったのは、戦前のものが二度、三度と検閲禍に遭ったため、伊丹のシナリオの原型を残そうと思っただけであるが、それが大賞となったことで、やはり作ってよかったと思った」と述べている。
なお、1943年版で撮影を担当した宮川一夫は、1958年版を生涯鑑賞しなかったといわれている。